# Житница (област Добрич)
Вижте пояснителната страница за други значения на Житница.
Житница е село в Североизточна България. То се намира в Община Добричка, област Добрич.

## История
При избухването на Балканската война в 1912 година един човек от Базаурт (Голям, Малък или Среден) е доброволец в Македоно-одринското опълчение.

## Население
Преброяване на населението през 2011 г.
Численост и дял на етническите групи според преброяването на населението през 2011 г.:
|                     | Численост | Дял (в %) |
| Общо                | 501       | 100,00    |
| Българи             | 269       | 53,69     |
| Турци               | 4         | 0,79      |
| Цигани              | 150       | 29,94     |
| Други               | 0         | 0,00      |
| Не се самоопределят | 77        | 15,36     |
| Неотговорили        | 1         | 0,19      |

## Личности
Родени в Житница
- Никола Костов (1877 – ?), македоно-одрински опълченец, Огнестрелен парк на МОО, роден в Голям, Малък или Среден Базаурт.[4]